# Hylomantis
A Hylomantis a kétéltűek (Amphibia) osztályába a békák (Anura) rendjébe és a Phyllomedusidae családjába tartozó nem.

## Elterjedésük
A nembe tartozó fajok Brazília északkeleti részén, az atlanti-parti erdőségekben honosak.

## Rendszerezés
A nembe két faj tartozik, a korábban ide tartozó fajokat az Agalychnis nembe helyezték át.
- Hylomantis aspera Peters, 1873
- Hylomantis granulosa (Cruz, 1989)